# Palóczy utcai zsinagóga
A Palóczy úti zsinagóga egy zsidó vallási épület volt Miskolcon, a Palóczy László utcán.

## Története
A zsinagóga elődépítményének alaprajza Miskolc egyik 1817-ből származó térképén jelenik meg először, az akkori Kádas utcán. Ez egy földszintes imaház volt, amely az 1843-as tűzvész során leégett, majd újjáépítése után az 1878-as nagy árvíz tette romhalmazzá. Ezt követően ismét újjáépítették, és működött a századforduló előtti évekig, de ezután lebontották, mert már működött a jóval nagyobb Kazinczy utcai zsinagóga Miskolcon. Végül azonban 1900-ban megépült a régi épület helyén, az időközben Kádas utcáról Palóczy Lászlóra átnevezett utcán (egy időben az Erzsébet elemi iskola átadásával). Jellemzői a nagy méret, az eklektikus stílus, a tornyok és a kupola volt. A második világháborúban bombatámadás során sérülést szenvedett, és ezután raktárként használták. Végül 1963-ban elbontották, a helyén ma autóparkoló van.

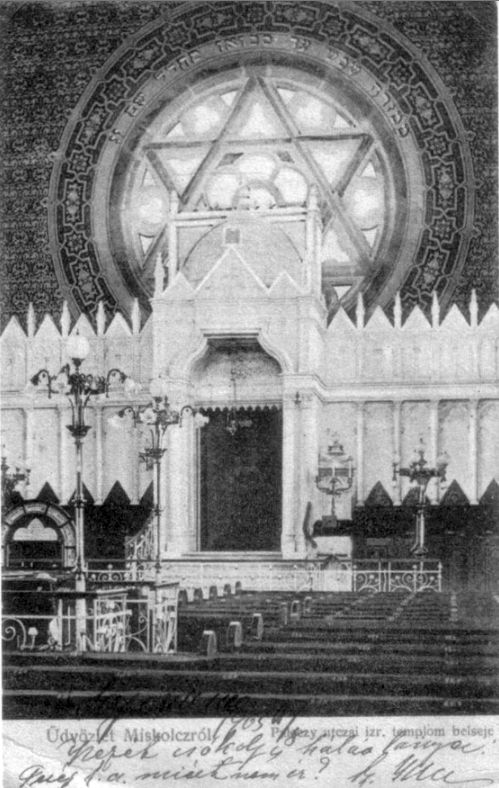
Templombelső, 1905
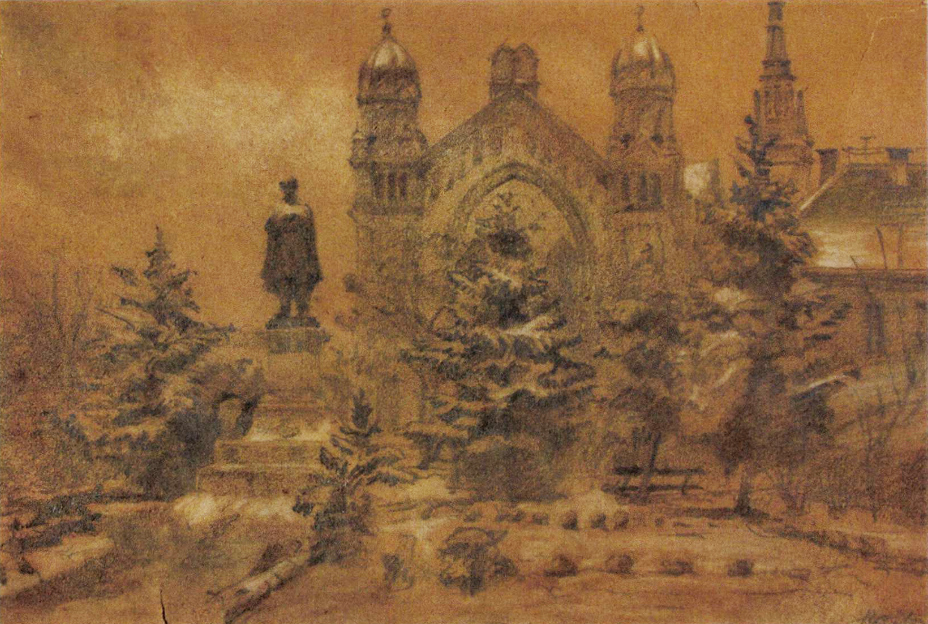
Bartus Ödön ceruzarajza, 1920 körül